# Georg Michael Telemann
Georg Michael Telemann (1748. április 20. – 1831. március 4.), német egyházzenész, Georg Philipp Telemann unokája.
1773-ban a rigai dóm zenei igazgatója lett, ahol egészen haláláig dolgozott. Itt adták elő először újra nagyapja műveit, például 21 passióját. 1812-ben kiadott egy korálkönyvet.